# Geolycosa missouriensis
Geolycosa missouriensis är en spindelart som först beskrevs av Banks 1895.  Geolycosa missouriensis ingår i släktet Geolycosa och familjen vargspindlar. Inga underarter finns listade i Catalogue of Life.